# Генщинская, Алисия
Алисия Анна Генщинская (пол. Alicja Anna Gęścińska, род. 1981, Варшава) — польско-бельгийский философ.

## Академическая карьера
Алисия Генщинская с отличием получила степень магистра моральных наук в Гентском университете. Она стала доктором философии в том же университете в 2012 году, написав диссертацию по философии Макса Шелера и Кароля Войтылы: «Свобода и личность: Философское исследование значения человеческой деятельности в мысли Макса Шелера и Кароля Войтылы».
Её книга «De verovering van de vrijheid» («Завоевание свободы») — философское и личное размышление о значении свободы — была очень хорошо принята. Она была отмечена deMens.nu как лучшая научно-популярная книга 2010–2011 годов и вошла в шорт-лист других литературных премий.
В 2012 году Алисия написала эссе о страхе и свободе, основанное на лекции о свободе, которую она прочитала в День освобождения Нидерландов 5 мая 2012 года в Felix Meritis в Амстердаме. Эссе касается того, как обида и ненависть ведут к упадку личной и политической свободы.
С 2013 по 2014 год Генщинская работала постдокторантом в Принстонском университете, после чего начала работать в Амхерст-колледже, где читает курсы по философии свободы и европейской политике.

## Деятельность в СМИ
Она востребована как эксперт в Бельгии и Нидерландах. Она является членом «Философской команды» нидерландской газеты Trouw и вела раз в две недели философскую колонку для бельгийской газеты De Morgen с 2012 по 2014 год.
В 2016 году её дебютный роман «Een soort van Liefde» («Вид любви») был опубликован издательством De Bezige Bij. Она также представила программу Wanderlust на бельгийском телеканале Canvas, в которой она путешествовала, чтобы встретиться и взять интервью у философов, писателей, художников и учёных. В первом эпизоде она встретила английского философа Роджера Скрутона, во втором — шотландского скульптора Александра Стоддарта, в третьем — нидерландскую писательницу Конни Палмен, в четвёртом — нейробиолога Раймонда Таллиса, а в пятом — монаха-бенедиктинца Лоренса Фримена. В сентябре 2017 года в эфир вышла первая серия второго сезона Wanderlust. Второй сезон включает в себя эпизоды с Юссу Н’Дур, Теодором Далримплом, Лесли Хэзлтон и Сарой Мейтленд.

## Личная жизнь
Замужем за бельгийским переводчиком и славистом Стивеном. У них трое сыновей. Баллотировалась на выборах 2019 года в Европарламент от партии Открытые фламандские либералы и демократы.